# محمود توفيق
اللواء محمود توفيق عبد الجواد قنديل (3 أغسطس 1961-) سياسي مصري، يشغل منصب وزير الداخلية، عمل رئيسًا جهاز الأمن الوطني في 30 أكتوبر الماضي.

## حياته
تخرج من أكاديمية الشرطة عام 1982 وعمل لفترات تحت قيادة اللواء مجدى عبد الغفار ومنذ تخرجه عمل بجهاز أمن الدولة منذ أن كان ملازم أول.
عمل اللواء توفيق بكافة الإدارات داخل جهاز أمن الدولة منها إدارة التطرف، وإدارة النشاط الخارجي، واختير لتمثيل مصر في العديد من المحافل الدولية وفرق مكافحة الإرهاب بالخارج، ومثل مصر لعدة سنوات بدولة عربية، وحصل على دورات عديدة في تحليل المعلومات ومكافحة الإرهاب
إلى أنه وصل قبل ثورة 25 يناير إلى منصب نائب مدير إدارة بالقليوبية، وبعد الثورة تقلد منصب نائب مدير قطاع الأمن الوطني بالقاهرة وقت أن كان يترأسه اللواء سعيد حجازي.

## الأوسمة والأنواط والميداليات
- نوط الامتياز من الطبقة الأولى 2016

## المناصب التي شغلها
- عمل بمديرية أمن القاهرة.
- ألحق بقطاع الأمن الوطني وتدرج فيه حتى شغل مساعد الوزير للقطاع .[3]